# Crimes du cœur (film)
 (mai 2023).
 (mai 2023).
Ne doit pas être confondu avec Crimes du cœur (pièce de théâtre).
Pour plus de détails, voir Fiche technique et Distribution.
Crimes du cœur (titre original : Crimes Of The Heart) est un film américain d'humour noir réalisé par Bruce Beresford, sorti en 1986.

## Synopsis
Les sœurs Magrath ont mauvaise réputation depuis l'étrange suicide de leur mère à cause des incartades de leur père. Meg, la rebelle, est devenue une « trainée ». Babe, l'éternelle femme-enfant, a épousé à 18 ans le riche sénateur Botrelle, Lenny, le moins gâté.

## Fiche technique
Sauf indication contraire, les informations mentionnées dans cette section peuvent être confirmées par les bases de données cinématographiques IMDb et Allociné,  présentes dans la section « Liens externes ».
- Titre : Crimes du cœur
- Titre original : Crimes of the Heart
- Réalisation : Bruce Beresford
- Scénario : Beth Henley d'après sa pièce homonyme
- Production : Freddie Fields, Bill Gerber, Arlene Rothberg et Burt Sugarman
- Musique : Georges Delerue
- Photographie : Dante Spinotti
- Montage : Anne Goursaud
- Pays d'origine : États-Unis
- Format : Couleurs - 1,85:1 - Dolby
- Genre : comédie noire
- Durée : 105 minutes
- Date de sortie : 1986

## Distribution
Sauf indication contraire, les informations mentionnées dans cette section peuvent être confirmées par les bases de données cinématographiques IMDb et Allociné,  présentes dans la section « Liens externes ».
- Diane Keaton (VF : Béatrice Delfe) : Lennora Josephine 'Lenny' Magrath
- Jessica Lange : Margaret 'Meg' Magrath
- Sissy Spacek : Rebeca 'Babe' / 'Becky' Magrath Botrelle
- Sam Shepard : Doc Porter
- Tess Harper : Chick Boyle
- David Carpenter : Barnette Lloyd
- Hurd Hatfield : Vieux Granddaddy
- Beeson Carroll : Zackery Botrelle
- Jean Willard : Lucille Botrelle
- Tom Mason : oncle Watson

## Accueil
Le film a bénéficié d'un accueil critique favorable concernant le scénario, le soundtrack et le jeu d'acteur (notamment celui de l'actrice Sissi Spacek), mais a été une déception au box-office. Il a rapporté 22,9 millions de dollars pour un budget de 20 millions. Le film a reçu trois nominations à la 59e cérémonie des Oscars : Celle de la Meilleure Actrice (pour Sissi Spacek), de la Meilleure Actrice Dans Un Second Rôle (pour Harper) et du Meilleur Scénario Adapté. Aux 44e Golden Globe Awards, l'œuvre a reçu une nomination pour le meilleur film - comédie musicale ou comédie, avec Sissi Spacek remportant le prix de la meilleure actrice.